# Return of the Champions
A Return of the Champions a Queen + Paul Rodgers formáció, Brian May gitáros, Roger Taylor dobos (mindketten a Queen tagjai voltak) és Paul Rodgers énekes közös együttesének koncertlemeze 2005-ből. A dalokat a 2005-ös közös koncertturnéjuk sheffieldi állomásán vették fel. Az anyagból egyszerre jelent meg a dupla lemezes CD és a DVD film kiadás. A tagok megjelenés után is folytatták a koncertezést, 2008-ra pedig közös stúdióalbum felvételét tervezték.
A dalok többségét Paul Rodgers énekelte, de Taylor és May a korai Queen koncertekhez hasonlóan újra nagyobb teret nyertek. May énekelte a ’39, Love of My Life dalokat, Taylor pedig a Radio Ga Ga, These Are the Days of Our Lives, Say It’s Not True és I’m in Love with My Car című dalait. A Hammer to Fall és I Want It All dalokat Rodgers és May együtt énekelte.

## Az album dalai
Első lemez:
1. Reaching Out (Black, Hill) – 1:16
2. Tie Your Mother Down (Brian May) – 4:30
3. I Want to Break Free (John Deacon) – 3:59
4. Fat Bottomed Girls (May) – 5:45
5. Wishing Well (Paul Rodgers/Paul Kossoff/John Bundrick/Tetsu Yamauchi/Simon Kirke) – 4:33
6. Another One Bites the Dust (Deacon) – 4:02
7. Crazy Little Thing Called Love (Freddie Mercury) – 4:35
8. Say It’s Not True (Roger Taylor) – 4:15
9. ’39 (May) – 4:38
10. Love of My Life (Mercury) – 5:11
11. Hammer to Fall (May) – 6:45
12. Feel Like Makin’ Love (Rodgers/Mick Ralphs) – 6:20
13. Let There Be Drums (Sandy Nelson/Rochard Podolor) – 3:42
14. I’m in Love with My Car (Taylor) – 3:36
15. Guitar solo (May) – 6:59
16. Last Horizon (May) – 7:14

Második lemez:
1. These Are the Days of Our Lives (Taylor) – 4:38
2. Radio Ga Ga (Taylor) – 5:59
3. Can’t Get Enough (Ralphs) – 4:22
4. Kind of Magic (Taylor) – 6:07
5. I Want It All (May) – 5:09
6. Bohemian Rhapsody (Mercury) – 6:18
7. The Show Must Go On (Queen) – 4:33
8. All Right Now (Andy Fraser/Rodgers) – 6:54
9. We Will Rock You (May) – 2:35
10. We Are the Champions (Mercury) – 4:33
11. God Save the Queen (May) – 1:33

### Helyezések
| Ország       | Helyezés | Díjazás |
| ------------ | -------- | ------- |
| Anglia       | #12      | ezüst   |
| Magyarország | #43      | -       |
| Hollandia    | #19      |         |

## Videó
A duplalemezes CD kiadással egy időben megjelent a koncert filmfelvétele Return of the Champions címen. Kevésben tér el a hanglemeztől, a DVD bónuszként tartalmazza a londoni Hyde Parkban, 2005. július 13-án, a július 7-i londoni bombamerényletek áldozatai emlékére játszott Imagine-t, valamint a vége főcím alatt az It’s a Beautiful Day hallható.

### Az album dalai
1. Reaching Out
2. Tie Your Mother Down
3. I Want To Break Free
4. Fat Bottomed Girls
5. Wishing Well
6. Another One Bites The Dust
7. Crazy Little Thing Called Love
8. Say It's Not True
9. '39
10. Love Of My Life
11. Hammer To Fall
12. Feel Like Makin' Love
13. Let There Be Drums
14. I’m In Love With My Car
15. Guitar Solo
16. Last Horizon
17. These Are The Days Of Our Lives
18. Radio Ga Ga
19. Can’t Get Enough
20. A Kind Of Magic
21. I Want It All
22. Bohemian Rhapsody
23. The Show Must Go On
24. All Right Now
25. We Will Rock You
26. We Are The Champions
27. God Save The Queen

Bónusz dalok:
1. It’s A Beautiful Day (Queen)
2. Imagine (John Lennon) – 3:25

## Eladási minősítések
| Ország            | Eladási minősítés | Eladás |
| ----------------- | ----------------- | ------ |
| Ausztrália (ARIA) | arany             | 7 500+ |

## Külső hivatkozások
- Hivatalos információk. QueenOnline
- Slágerlistás helyezései. ukmix.org (angolul)
- IMDb oldal